# Guido Verhaegen
Guido Verhaegen (Maldegem, 27 maart 1933) is een Belgisch voormalig politicus voor de CVP.

## Levensloop
Hij promoveerde tot doctor in de rechten, licentiaat in het notariaat en in de criminologie aan de Rijksuniversiteit Gent. Hij was in zijn studententijd actief in de lokale en regionale KSA-afdelingen, en werd onder meer bonds- en gouwleider. 
Hij was een zoon van René Verhaegen (1906-1989) en Paula Lambert (1906-1963). In 1959 huwde hij met Maria Seuntjens. Nog in datzelfde jaar werd hij door de Oost-Vlaamse volksvertegenwoordiger Paul Eeckman aanbevolen bij de Mechelse NCMV-voorzitter Nand Monchy. Hij werd arrondissementeel secretaris en in 1962 arrondissementeel voorzitter van het NCMV. In 1968 werd hij directeur van de NCMV-studiedienst. In 1971 werd hij afgevaardigd beheerder van het Sociaal Verzekeringsfonds voor Zelfstandigen (SVMB). In 1992 volgde hij Paul De Vidts op als voorzitter van de Nationale Kas voor Beroepskrediet (NKBK), wat hij bleef tot in 1999. Daarnaast zetelde hij in de bestuursraad van talrijke instellingen en ondernemingen, zoals het Vlaams Waarborgfonds, het Participatiefonds, de GOM Antwerpen, de Universiteit Gent en de federale participatiemaatschappij.
Verhaegen engageerde zich in de CVVP en werd provinciaal voorzitter en lid van het nationaal partijbureau. In 1965 werd hij verkozen tot Antwerps provincieraadslid, een functie die hij gedurende drie jaar uitoefende. In 1971 werd hij verkozen tot lid van de Kamer van volksvertegenwoordigers voor het arrondissement Mechelen, wat hij bleef tot in 1987. Vervolgens zetelde hij van 1987 tot 1991 in de Senaat als rechtstreeks gekozen senator voor het kiesarrondissement Mechelen-Turnhout. 
In de periode december 1971-oktober 1980 zetelde hij als gevolg van het toen bestaande dubbelmandaat ook in de Cultuurraad voor de Nederlandse Cultuurgemeenschap, die op 7 december 1971 werd geïnstalleerd. Vanaf 21 oktober 1980 tot november 1991 was hij lid van de Vlaamse Raad, de opvolger van de Cultuurraad en de voorloper van het huidige Vlaams Parlement. Vanaf december 1980 tot het einde van zijn parlementaire carrière in november 1991 zat hij er de CVP-fractie voor en maakte hij als dusdanig deel uit van het Uitgebreid Bureau (politiek bestuur) van de Vlaamse Raad. Op 14 januari 1992 werd hem de titel van erefractievoorzitter toegekend.
Hij legde zich vooral toe op problemen inzake economie en institutionele hervormingen.